# 布朗代克
布朗代克（法語：Blendecques，法語發音：[blɑ̃dɛk]）是法国上法蘭西大區加来海峡省的一个市镇，属于圣奥梅尔区。

## 地理
布朗代克（50°43'1"N, 2°16'35"E）面积9.56 平方千米，位于法国上法蘭西大區加来海峡省，该省份为法国北部沿海省份，西北濒北海，南至索姆省，东临北部省。
与布朗代克接壤的市镇（或旧市镇、城区）包括：阿尔克、隆格内斯、维泽讷、康帕涅-莱瓦尔德雷克、埃尔福、厄兰盖姆。

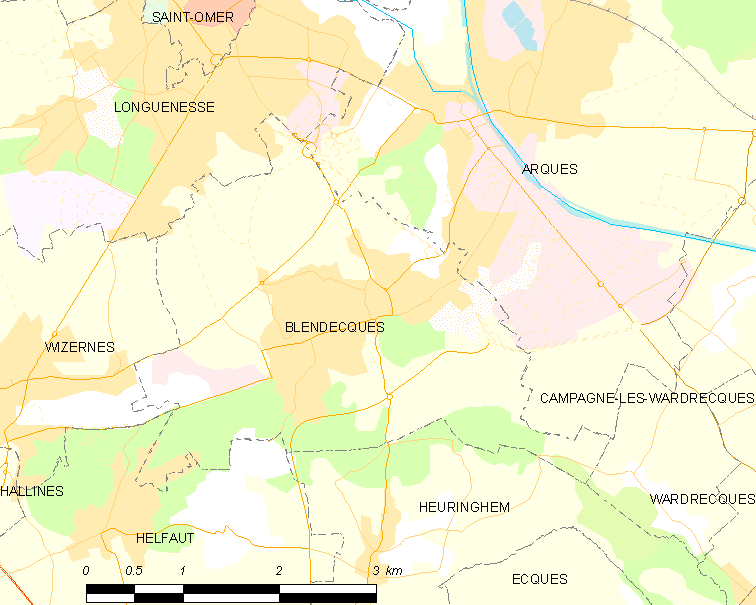
布朗代克的OSM定位图

布朗代克的时区为UTC+01:00、UTC+02:00（夏令时）。

## 行政
布朗代克的邮政编码为62575，INSEE市镇编码为62139。

## 政治
布朗代克所属的省级选区为隆格内斯县。

## 人口

1962-2008年间布朗代克人口变化图示

布朗代克于2022年1月1日时的人口数量为4891人。